# Louis Charavel

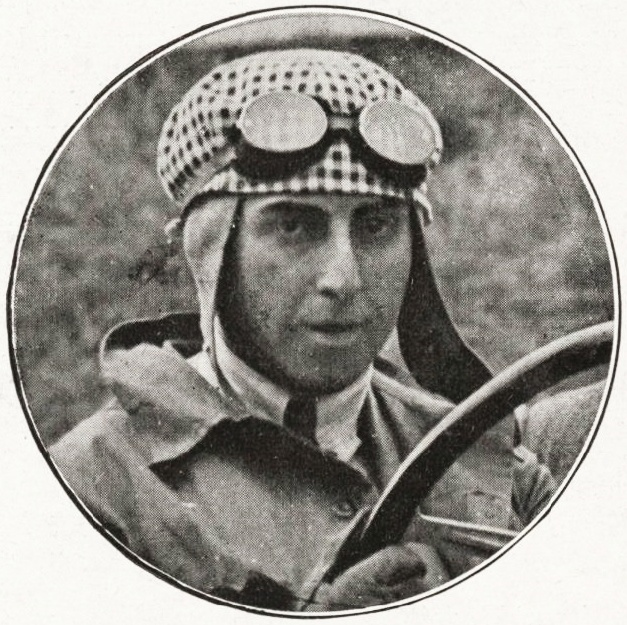
Louis Charavel 1926

Louis Marie Paul Charavel, bekannt als Jean Sabipa, (* 3. August 1890 in Saint-Germain-du-Puch; † 11. November 1980 in Neuilly-sur-Seine) war ein französischer Autorennfahrer. 

## Pseudonym
Das Pseudonym Jean Sabipa, unter dem Louis Charavel viele seiner Rennen bestritt, geht auf ein Missverständnis und seine Provenzalische Sprache zurück. Auf die Frage eines Journalisten antwortete er einst mit Je ne sais pas (Ich weiß es nicht). Der Journalist verstand Sabe pa. Daraus wurde erst sein Spitzname und danach sein Pseudonym. Nach dem Ende seiner Karriere nahm er 1959 die monegassische Staatsbürgerschaft an.

## Karriere als Rennfahrer
Louis Charavel begann seine Karriere zu Beginn der 1920er-Jahre auf einem privaten Bugatti. Als er 1926 auf dem Autodromo di Milano mit einem Type 39 A den Großen Preis von Italien gewann, war er bereits Werksfahrer bei Ettore Bugatti. Dreimal startete er beim 24-Stunden-Rennen von Le Mans, mit der besten Platzierung 1932, als er gemeinsam mit Odette Siko im Alfa Romeo 6C 1750 SS Gesamtvierter wurde und die Rennklasse gewann.
Louis Charavel überlebte in seiner Karriere zwei schwere Unfälle. Einen bei der Targa Florio 1927 und den zweiten beim Großen Preis von Frankreich 1930, wo sich sein Bugatti T 35 C nach einem Fahrfehler überschlug. Charavel wurde dabei aus dem Wagen geschleudert und vom nachfolgenden Bentley Blower UU 5871 von Tim Birkin nur knapp verfehlt.

## Statistik

### Le-Mans-Ergebnisse
| Jahr | Team                      | Fahrzeug              | Teamkollege       | Platzierung            | Ausfallgrund |
| ---- | ------------------------- | --------------------- | ----------------- | ---------------------- | ------------ |
| 1928 | Fabbrica Automobili Itala | Itala Tipo 65 S       | Christian Charier | Ausfall                | Motorschaden |
| 1932 | Odette Siko               | Alfa Romeo 6C 1750 SS | Odette Siko       | Rang 4 und Klassensieg |              |
| 1933 | Odette Siko               | Alfa Romeo 6C 1750 SS | Odette Siko       | Ausfall                | Unfall       |